# Bash
|  | Bash er også navnet på en episode i tv-serien Glee, se Bash (Glee). |
Bash er en kommandofortolker, som indgår i GNU-projektet. Den er almindeligt forekommende i Unix-lignende operativsystemer baseret på fri software, som fx GNU/Linux og FreeBSD, desuden er den forudinstalleret som kommandofortolker i Mac OS X. Bash findes også til Microsoft Windows som del af den Unix-lignende brugermiljø Cygwin, samt i Windows Subsystem for Linux (WSL).
Bash kan ses som en efterfølger til Bourne shell (sh) og navnet er et akronym af Bourne-Again SHell. Bash blev udgivet i år 1989 og er blevet bredt distribueret som standardkommandofortolker i GNU/Linux-distributioner, samt i Apple's macOS (til og med macOS Catalina - sidenhen erstattet af Zsh som standard kommandofortolker).
Bash er tilpasset IEEE's POSIX-standard.